# Al-Zubayr ibn al-Awwam
al-Zubayr ibn al-ʿAwwām b. Khuwaylid b. Asad b. ʿAbd al-ʿUzzā b. Quṣayy al-Asadī al-Qurashī (in arabo الزُّبَيْرُ بن العَوَّام الأسدي القرشي‎?; La Mecca, 594 – Bassora, 4 dicembre 656) è stato un politico arabo, Compagno del profeta islamico Maometto, suo cugino e uno dei suoi principali collaboratori.

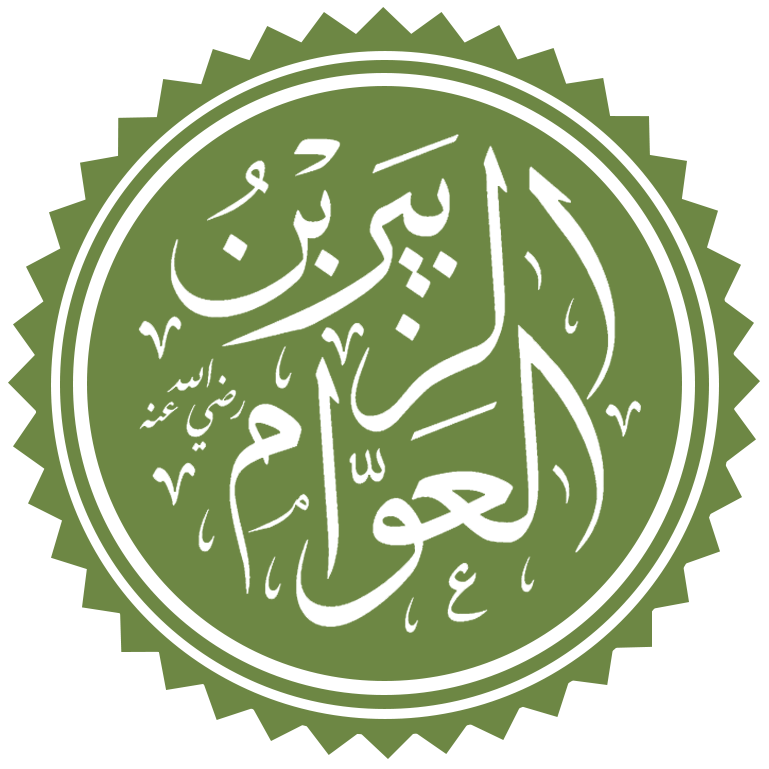
Calligrafia di al-Zubayr ibn al-Awwam

Come tale faceva parte dei Dieci Benedetti.
Al-Zubayr b. al-ʿAwwām fu il quinto musulmano a convertirsi e fu tra i partecipanti alla "Piccola Egira" in Abissinia. Prese parte a ogni fatto d'arme e politico del primo Islam, guadagnandosi da parte di Maometto il soprannome di al-Hawārī (apostolo) per la sua assoluta fedeltà.
Nipote di Khadīja (prima e, finché visse, unica moglie di Maometto), era di condizioni economiche assai abbienti. Prese parte anche ad alcune attività militari, come quella che lo vide alla guida dei rinforzi giunti in Egitto e che, sotto la guida di ʿAmr ibn al-ʿĀṣ condussero alla caduta della fortezza bizantina di Babilonia, prodromo della conquista dell'intero Paese.
Pur essendo stato indotto a riconoscere la caotica successione di ʿAli ibn Abī Tālib dopo l'assassinio di ʿUthmān ibn ʿAffān, insieme a Ṭalḥa ibn ʿUbayd Allāh, al-Zubayr tornò sulla sua decisione e contribuì a organizzare l'opposizione armata al califfo fino alla decisiva Battaglia del Cammello nel 656, in cui indirettamente trovò la morte, ucciso da ʿAmr b. Jurmūz (o, secondo altra tradizione, da al-Ahnaf b. Qays), probabilmente per ingraziarsi il vincitore: il califfo ʿAlī b. Abī Ṭālib.
Tre suoi figli ebbero un ruolo di assoluto rilievo nella storia politica e culturale dell'Islam: ʿAbd Allāh ibn al-Zubayr, Muṣʿab b. al-Zubayr e ʿUrwa b. al-Zubayr: i primi due nel contesto che seguì la morte di Muʿāwiya ibn Abī Sufyān e l'ultimo per le sue apprezzatissime doti di giurisperito e raccoglitore di tradizioni giuridiche (ḥadīth).
Nel 1571 il sultano ottomano Selim II ordinò che fosse costruita una moschea accanto alla tomba di Zubayr ibn al-Awwam, nei pressi del sito della vecchia Bassora, soprattutto nelle vicinanze delle tombe. Intorno alle tombe si è poi sviluppata la città di Az-Zubayr.